# Yugoslavia en los Juegos Olímpicos de Amberes 1920
Yugoslavia estuvo representada en los Juegos Olímpicos de Amberes 1920 por un total de 15 deportistas que compitieron en fútbol.
El equipo olímpico yugoslavo no obtuvo ninguna medalla en estos Juegos.